# カワサキ・ニンジャ400R
ニンジャ400R（ニンジャよんひゃくアール）は、川崎重工業モーターサイクル&エンジンカンパニーが製造するオートバイである。
なお本項ではニンジャ400およびノンカウル仕様の ER-4n（イーアールフォーエヌ） 、排気量の異なるニンジャ650およびノンカウル仕様の Z650、その他日本国外仕様車の ERシリーズ など派生車種も含めて記述する。

## モデル一覧

### ニンジャ400R（初代）
ニンジャ400Rは2010年8月1日に発売された。この車両はカワサキモータースエンタープライズ（タイカワサキ）で生産されており、日本国外で発売されている ER-6f/Ninja650R（下記） のエンジンをスケールダウンして日本における普通自動二輪車の枠内に収めているが、車体は ER-6f とほぼ共通となっている。
同年11月15日にはABS仕様が追加発売された。

### ニンジャ400（2代目）
2013年12月1日に発売された。車体は2011年モデルのNinja650と共通化され、エンジンは改良を加えたものが搭載されるがスペック上は400Rと同一になっている。

### ニンジャ400（3代目）

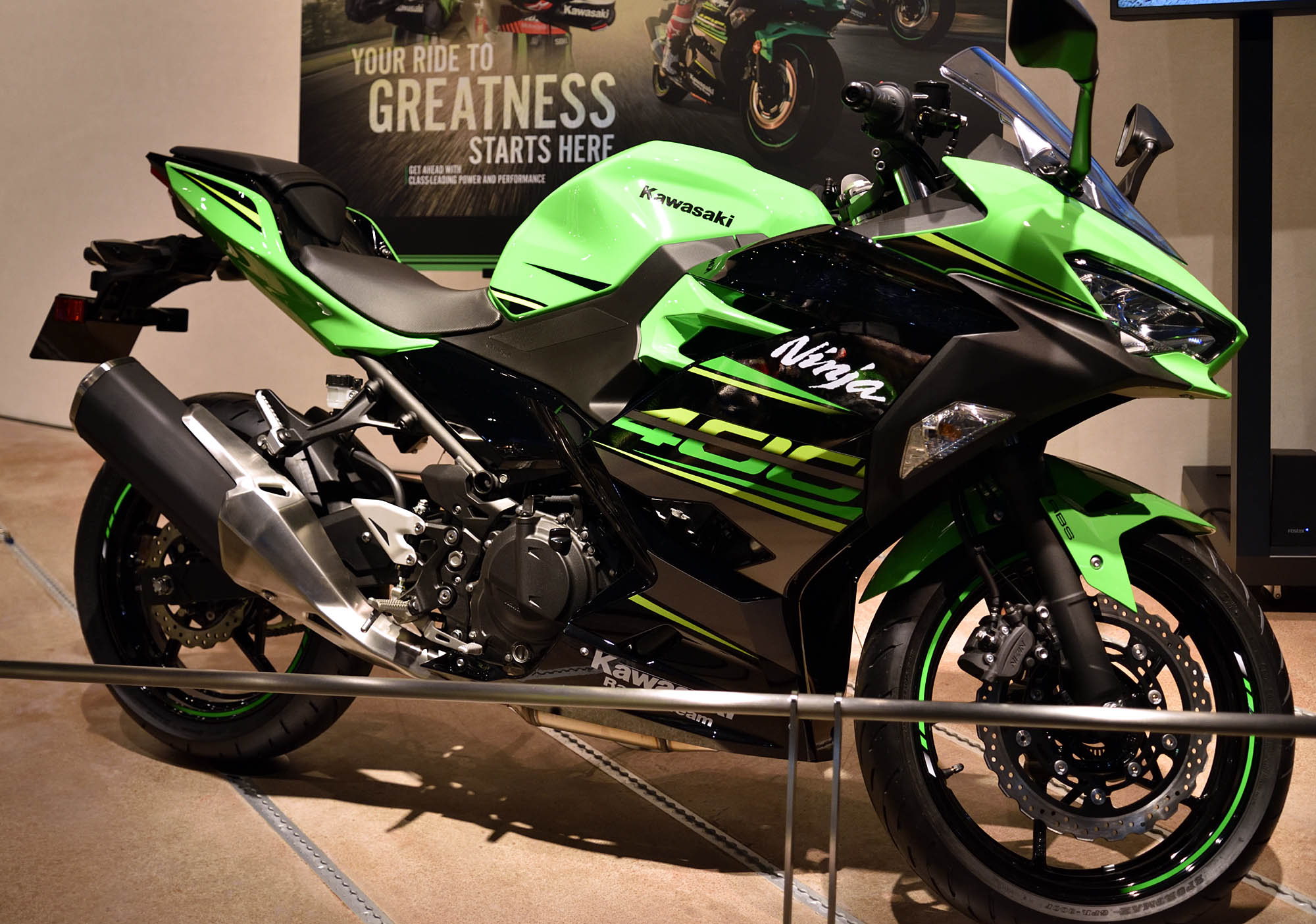
ニンジャ400（3代目）

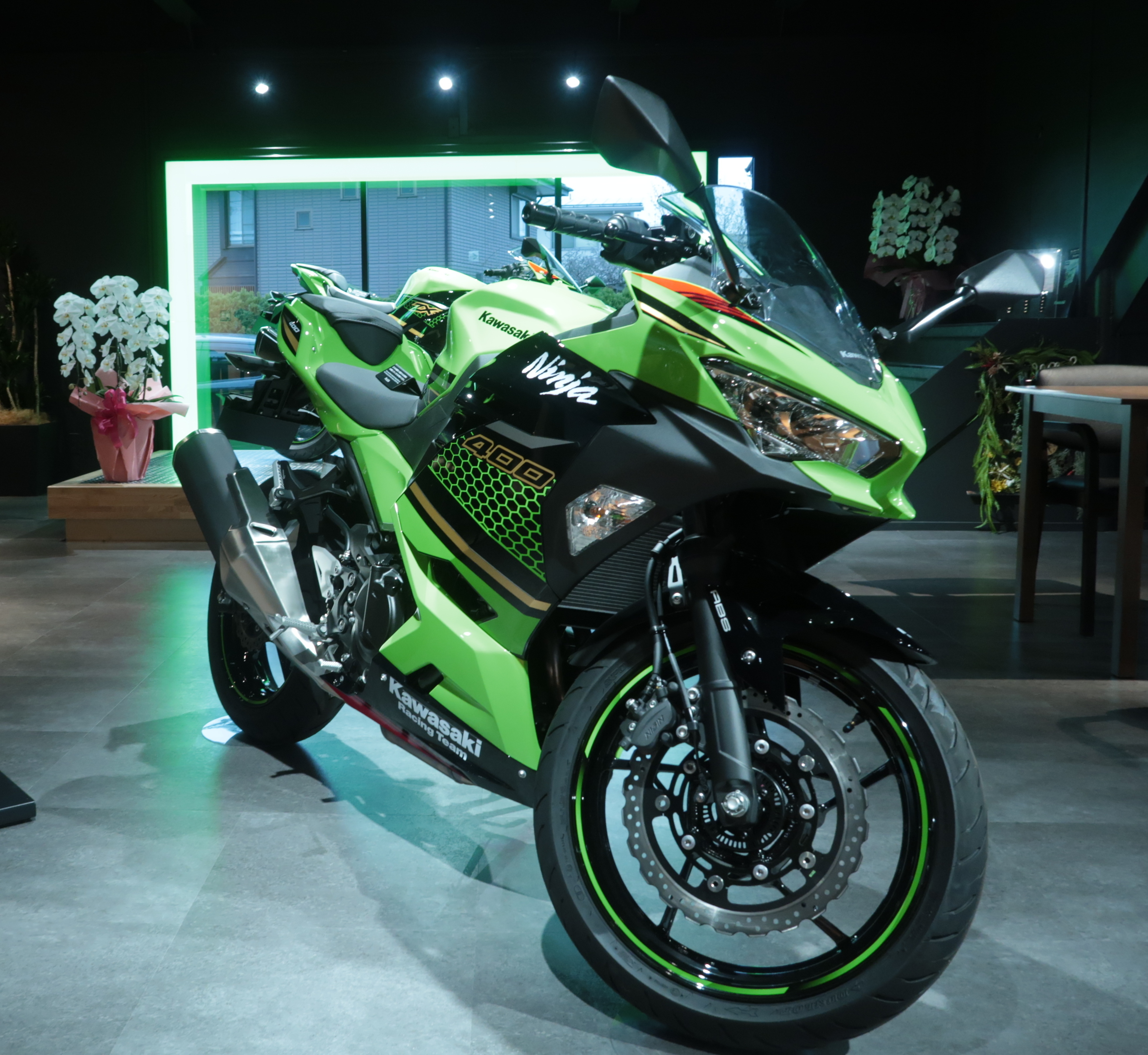
ニンジャ400 KRT

3代目ニンジャ400は2018年2月1日に発売された。先代モデルまではツアラー風のスタイルだったが3代目はステアリング位置は低められSS風のスタイルとなった。ニンジャ250と同時開発され基本構造は250ccとほぼ共通。タイヤは400がラジアル、250はバイアスの違いがある。フロントブレーキはダブルディスクからシングルディスクとなった。

### ER-4n
ER-4n（イーアールフォーエヌ）は2010年8月1日に発売された。この車両も Ninja400Rと同様に国外仕様の ER-6n（下記） を国内仕様にしたものである。Ninja400Rとの違いは、サイドカウルを装着せずヘッドライトやメーター周りの形状が異なっている。この車両もNinja400Rと同時にABS仕様が追加発売された。
この車両はモデルチェンジされないまま2013年モデルをもって生産終了となった。

### ER-6n
ER-6n（イーアールシックスエヌ）は2006年に日本国外仕様車として発表された。位置づけが ER-5 の後継にあたるため、この車両がER-6シリーズのメイン車種として扱われている。
エンジンは環境規制に対応させた水冷4バルブ180度クランク2気筒649ccエンジンを搭載し最大出力71psとなっており、マフラーは容量を多く確保するため車体下部に装備させたダウンマフラーとなっている。車体構造はスチールパイプによるトレリスフレームとなっており、後輪サスペンションは車体の右側に寄せてデザインの一部に取り込んでいる。またヘッドライトはカウルで覆った縦目2灯で、全体的にそれまでのカワサキ車とは大きく異なるデザインの車両となった。
2009年のモデルチェンジでは全体的にフレームの構造を見直し、車体のエッジにあたる部分がより先鋭化されたデザインとなった。また2009年モデルより生産が日本からタイカワサキに移管された。なおABS仕様車も発売されている。
2011年に再度モデルチェンジされ、フレーム前部はスチールの2本パイプとなり、スイングアームも2本パイプを強調するデザインに変更された。また車体デザインの見直しによりフロントウインカーが別体式となっている。

### Z650
Z650（ゼット650・ER650H）は2016年に発表されたER-6nのフルモデルチェンジにあたる車両で、車名としては1976年モデル以来の復活となる。2017年5月15日より日本向け仕様として Z650 ABS （同年8月1日よりZ650に名称変更） が発売される。

### ER-6f/Ninja650
ER-6f（イーアールシックスエフ）も2006年に日本国外仕様車として発表された。北米向け仕様のみ Ninja650R（ニンジャ650アール） とネーミングが変更され、さらに2012年式のモデルチェンジに伴いNinja650へと改称された。
エンジンと車体構造は ER-6n と共通であるが、前面には横目2灯ライト一体型の風防を装着し、側面下部にもフェアリングを装着させており、ツアラーとしての使用を見据えたスポーツタイプの車両となっている。
2009年、2011年に ER-6n と同様にモデルチェンジを受けている。
2016年に発表されたモデルより、欧州向けも Ninja 650 として名称が統一され、2017年5月15日より日本向け仕様として Ninja 650 ABS（同年8月1日よりNinja 650に名称変更 ）が発売される。

### ER-5
ER-5（イーアールファイブ）は1997年に発表された。この車両は欧州向けのエントリーモデルとしての位置づけで、バリオスのフレームとサスペンションを強化した構造の車体に、GPZ500S（Ninja500R/EX500）の水冷並列2気筒エンジンを搭載したものとなっている。
ER-5は10年近く生産されたロングモデルであったが、環境規制に対応せずER-6シリーズに引き継がれるかたちで生産終了となった。